# Chamabainia cuspidata
Chamabainia cuspidata är en nässelväxtart som beskrevs av Robert Wight. Chamabainia cuspidata ingår i släktet Chamabainia och familjen nässelväxter. Inga underarter finns listade i Catalogue of Life.